# نفی تالی
در منطق کلاسیک، قاعدهٔ نفی تالی (به لاتین: Modus tollendo tollens) (که معمولاً Modus tollens خوانده می‌شود)، یکی از اَشکال استدلال صوری است.
قاعدهٔ نفی تالی به این صورت بیان می‌شود:
اگر بدانیم که {\displaystyle P} سپس {\displaystyle Q}،
و بدانیم که غیر {\displaystyle Q}،
در نتیجه غیر {\displaystyle P}.
به عنوان مثال:
اگر پوسایدون آدم باشد، پس پوسایدون فانی است.
پوسایدون فانی نیست.
در نتیجه پوسایدون آدم نیست.
به‌صورت صوری: {\displaystyle \models (\neg B\land (A\rightarrow B))\rightarrow \neg A}

## اثبات
درستیِ نفی تالی را می‌توان به وسیلهٔ وضع مقدم و دانستن این که گزارۀ شرطی با عکس نقیض خود هم‌ارز است، تشخیص داد. همچنین می‌توان به صورت آشکار از جدول ارزش‌ها به درستی قاعدۀ نفی تالی پی برد. "د" به معنی «درست» و "ن" به معنی «نادرست» است.
| {\displaystyle A} | {\displaystyle B} | {\displaystyle B\rightarrow A} | {\displaystyle \neg A\rightarrow \neg B} |
| ----------------- | ----------------- | ------------------------------ | ---------------------------------------- |
| د                 | د                 | د                              | د                                        |
| ن                 | د                 | ن                              | ن                                        |
| د                 | ن                 | د                              | د                                        |
| ن                 | ن                 | د                              | د                                        |